# Charlamow-Pokal
Der Charlamow-Pokal (russisch Кубок Харламова) ist die Siegertrophäe der Molodjoschnaja Chokkeinaja Liga, der höchsten russischen Juniorenliga im Eishockey. Der Pokal wurde nach dem sowjetischen Eishockeyspieler Waleri Charlamow benannt und mit der Neugründung der MHL zur Saison 2009/10 zum ersten Mal verliehen.
Insgesamt spielen 29 Mannschaften aus drei Teilnehmerländern um diesen Pokal, von denen sich 16 nach der Vorrunde für die Play-offs qualifizieren. Die ersten drei Play-off-Runden werden im Best-of-Five-Modus ausgespielt, die Finalserie dann im Modus Best-of-Seven. Den Charlamow-Pokal gewinnt der Sieger der Finalrunde der Play-offs.

## Pokalgewinner
| Saison  | Gewinner                    | Finalist                       | Serie |
| ------- | --------------------------- | ------------------------------ | ----- |
| 2014/15 | Tschaika Nischni Nowgorod   | SKA-1946 Sankt Petersburg      | 4:1   |
| 2013/14 | MHK Spartak Moskau          | Krasnaja Armija Moskau         | 4:3   |
| 2012/13 | Omskje Jastreby             | MHK Spartak Moskau             | 4:3   |
| 2011/12 | Omskje Jastreby             | Krasnaja Armija Moskau         | 4:1   |
| 2010/11 | Krasnaja Armija Moskau      | Stalnyje Lissy Magnitogorsk    | 4:0   |
| 2009/10 | Stalnyje Lissy Magnitogorsk | Kusnezkije Medwedi Nowokusnezk | 3:1   |